# Scofield
Scofield – miasto w Stanach Zjednoczonych, w stanie Utah, w hrabstwie Carbon.